# Amt Arnstein (Sachsen)

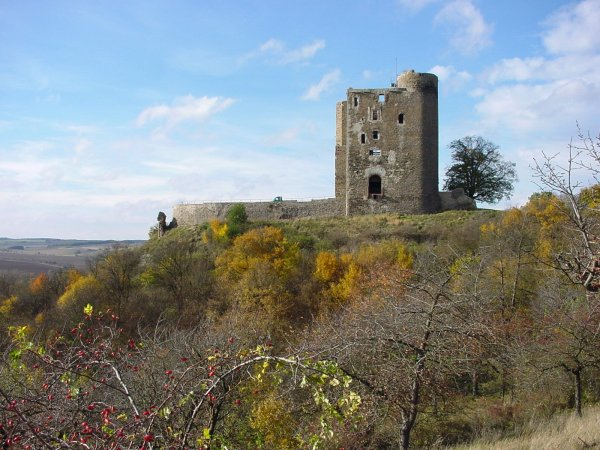
Namensgebende Burg

Das Amt Arnstein war eine Verwaltungseinheit des nach der Sequestration an Kursachsen gefallenen Teiles der Grafschaft Mansfeld.

## Geschichte
Am 11. April 1557 erhielten die Grafen von Mansfeld von den Kaufleuten Manlich aus Augsburg 300.000 Gulden geliehen mit der Bedingung, dafür 30 Jahre lang das Kupfer aus den mansfeldischen Bergwerken zu erhalten. Die Grafen hafteten dafür mit ihrem gesamten Lehn- und Allodialvermögen. Schon bald entstanden Probleme, die man mit einem am 17. November 1560 in Wien geschlossenen Vergleich zu beheben versuchte. Da die darin festgelegten Zinszahlungen der Grafen von Mansfeld schon bald unterblieben, erreichten die Manlichs ab 31. März 1565 bis zum November 1572 die schrittweise Einsetzung in das Amt Arnstein.
1581 traten die Manlichs 2/3 und 1590 das letzte Drittel des Amtes Arnstein an die Katzböcks ab. Von deren Erben übernahm Friedrich Ulrich von Knigge 1661 8/12 Anteile des Amtes. Zu diesem Zeitpunkt bezeichnete er sich selbst bereits als Inhaber des gräflichen Schlosses Arnstein.
1670 wurde Freiherr Knigge von Kurfürst Johann Georg II. von Sachsen in den völligen Besitz des Amtes Arnstein gesetzt. Nach seinem Tod 1683 teilten dessen Söhne das Amt Arnstein. Der kurbrandenburgische Amtshauptmann Georg Ernst Freiherr von Knigge erhielt die eine Hälfte mit Endorf als Sitz, während der kurländische Oberhofmarschall Maximilian Friedrich Casimir Freiherr von Knigge die andere Hälfte mit den drei Vorwerken Friedrichrode, Willerode und Pfersdorf erhielt.
Nach dem Tod von Georg Ernst Freiherr von Knigge erhielten dessen zwei Söhne Friedrich Ludwig und Franz Heinrich Freiherren von Knigge den Besitz. Der ältere Sohn überließ seinen Anteil dem jüngeren Bruder Franz Heinrich, der später Landdrost des Herzogs von Braunschweig-Wolfenbüttel wurde. Über dessen Witwe Charlotta Elisabeth geb. von Münchhausen erbten der Kammerjunker Friedrich Wilhelm Freiherr von Knigge in Meiningen und danach dessen Sohn Georg Wilhelm Freiherr von Knigge zu Leveste die Hälfte des Amts Arnstein.
Zu diesem Anteil des Amtes gehörten u. a. Schneitelsdorf, Stangerode und Ulzigerode. An das Amt grenzte teilweise das Amt Rammelburg.
Die zweite Hälfte des Amts Arnstein ging nach dem Tod des Oberhofmarschalls Knigge an dessen Sohn Georg Friedrich Freiherr von Knigge über. Als dieser 1724 starb, erhielt sein Bruder, der polnische Obristwachtmeister Johann Sigismund Freiherr von Knigge die Ansprüche auf Arnstein. Bereits 1725 verkaufte er Teile des Amtes, insbesondere die Vorwerke Friedrichrode und Willerode an den Oberforstmeister Caspar Heinrich von Ingersleben.
Das Amt Arnstein bestand auch nach Übergang der Grafschaft Mansfeld in sächsischen bzw. preußischen Besitz als Güterkomplex fort. Noch nach Aufhebung der Patrimonialgerichtsbarkeit (1849) wurde auf Antrag des Freiherrn von Knigge wegen seines Endorfer Anteils des Amts Arnstein vom preußischen Justizminister entschieden, dass die Führung des Grundbuchs – obgleich der Besitz eigentlich in zwei verschiedenen Kreisgerichten lag – einheitlich beim Kreisgericht bei der Kreisgerichts-Zweigstelle in Hettstedt geführt werden soll.